# Val Gelon
Le val Gelon ou vallée du Gelon est une vallée de France arrosée par le Gelon, en bordure de la combe de Savoie, dans le département de la Savoie, en région Auvergne-Rhône-Alpes.
Le val est constitué de deux ensembles : le « Haut Gelon », ou « vallée des Huiles », et le « Bas Gelon », dit « Val Pelouse » ou « Penouse ». Cette vallée débute au sud-ouest à Détrier, au débouché de la vallée des Huiles, et se dirige vers le nord-est entre le Montraillant au nord-ouest et la chaîne de Belledonne au sud-est jusqu'à Bourgneuf, au débouché de la Maurienne, non loin de la confluence de l'Arc et de l'Isère.

## Toponymie
Le nom de la vallée provient de la rivière du Gelon. Gelon (anciennement Gellon) dérive très probablement d'un patronyme,,. L'abbé Gros (1935) ne précise pas l'origine de ce nom, tandis que l'abbé Bernard (1956) indique que la vallée « porte toujours le nom aquitain de l'abbé de Tournus » (cf. Gilon (Geilon) de Tournus), ce que reprennent les auteurs de la Petite histoire du Val Gelon et de La Rochette (1994). Ces derniers s'appuient sur le fait que l'abbé Geilon aurait possédé des bénéfices dans la vallée. L'abbé Bernard relève d'ailleurs que nom se prononce à La Rochette.
Le val se subdivise en deux ensembles avec chacun un toponyme associé. Le « Haut Gelon » est appelé vallée des Huiles, et le « Bas Gelon », Val Pelouse ou Val Penouse,. Pour l'interprétation du premier se référer à l'article vallée des Huiles. Le mot Pelouse désigne « [une] prairie ou [un] sommet couvert de gazon ».

## Géographie

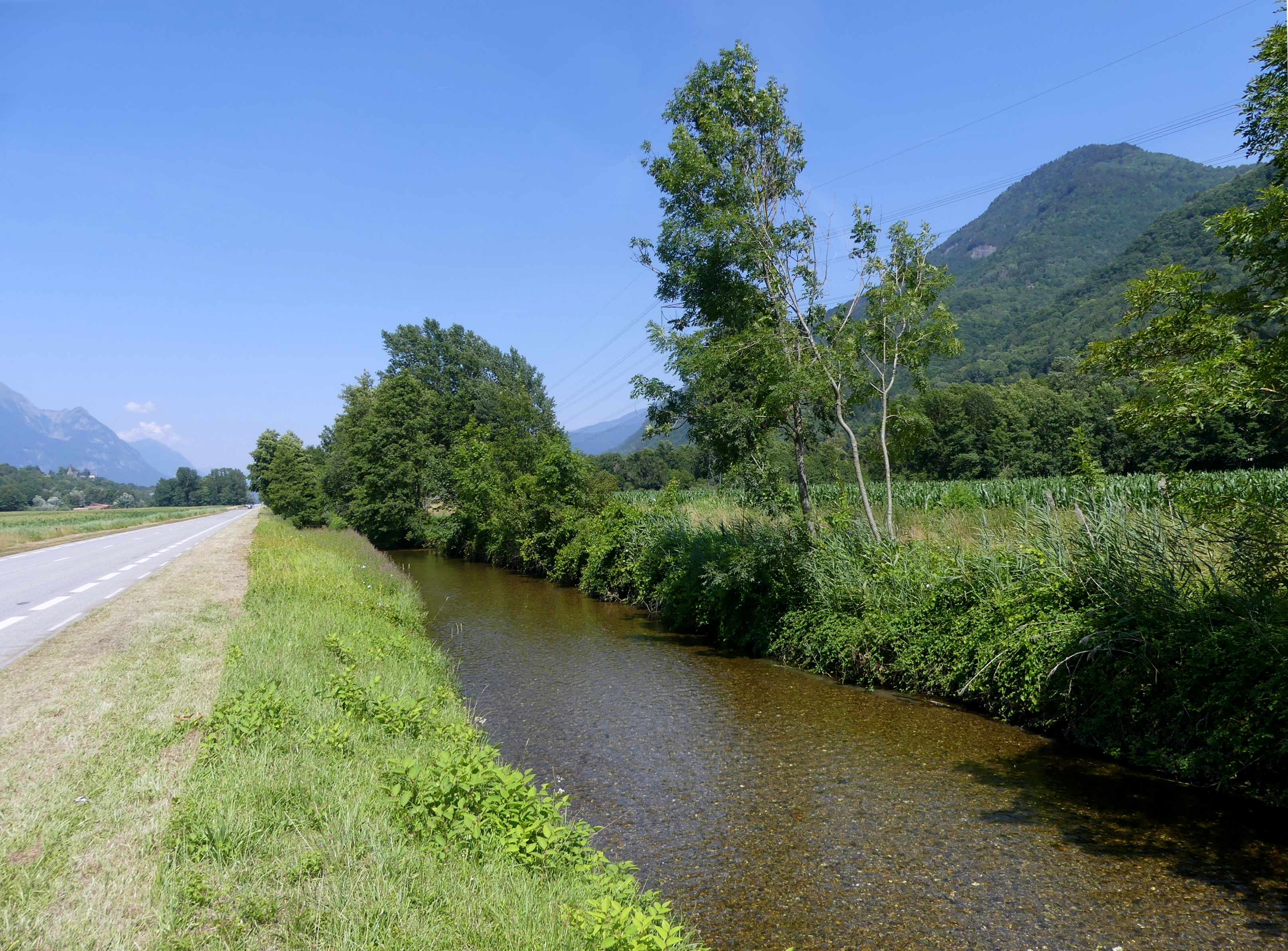
Val du « Bas Gelon » à Villard-Léger.

Le val Gelon est situé à l'extrémité septentrionale de la chaîne de Belledonne, en bordure de la combe de Savoie, à environ trente kilomètres au sud-est de Chambéry, chef-lieu du département de la Savoie. Il est délimité au nord par la confluence de l'Arc et de l'Isère, au sud-est par la chaîne des Hurtières, au sud par les gorges du Bréda et au nord-ouest par la crête de Montraillant, parallèlement au val Coisin au nord-ouest.
D'une superficie de 12 015 hectares, le territoire correspond en grande partie au bassin versant de la rivière du Gelon dont la particularité est d'être divisé en deux vallées distinctes :
- la vallée des Huiles ou « Haut Gelon »[5], d'une longueur de 13 km et d'orientation nord-est/sud-ouest[10] ;
- le val Pelouse ou « Bas Gelon »[6], d'une longueur de 13 km et d'orientation sud-sud-ouest/nord-nord-est[10].

Ces deux vallées sont toutes deux issues de creusements d'origine glaciaire,. Leur jonction a lieu au niveau de La Rochette, bloquées par le cône de déjections du torrent du Joudron. Elles sont séparées par le plateau de l'Huile dont le pic de l'Huile culmine à 926 mètres d'altitude et le mont Fauge, séparant la source de la confluence du Gelon au nord, qui culmine à 1 337 m. À son pied, le col de Champ-Laurent (1 116 m) permet le franchissement du massif par la route entre Chamoux-sur-Gelon et Le Pontet.
Le val Pelouse est traversé par l'ancienne route nationale 525 — aujourd'hui route départementale 925 — entre Chamoux et La Rochette tandis que la vallée des Huiles est traversée par la route départementale 207 entre La Rochette et le col du Grand Cucheron conduisant dans la vallée de la Maurienne.

## Administration
La vallée correspondait à l'ancien canton de La Rochette, attaché depuis 2015 à celui de Montmélian.
Les communes étaient regroupées dans l'ancienne communauté de communes la Rochette - Val Gelon jusqu'en 2014 où celle-ci est fusionné dans la communauté de communes Cœur de Savoie.

## Économie

### Tourisme
La Grande Montagne d'Arvillard accueille entre 1969 et 1986 un stade de neige appelé Val Pelouse,. Deux acteurs politiques locaux, les conseillers généraux, Albert Rey et Michel Lozac'hmeur, qui sont respectivement les maires d’Arvillard et de La Rochette, sont à l'origine de ce développement et la constitution d'un syndicat intercommunal,. Après un peu plus d'une décennie, en raison de plusieurs inconvénients, problème d'accessibilité, taille du domaine, absence d'hébergements, la fréquentation ne permet pas la rentabilité du site,. Le 5 août 1986, l'aventure du Val Pelouse se termine,.